# 伊藤京子 (ピアニスト)
伊藤 京子（いとう きょうこ、1953年（昭和28年）3月22日 - ）は、日本のピアニスト。元徳島文理大学音楽学部助教授。東京芸術大学音楽学部卒業。
フランクフルト音楽大学卒業。東京芸術大学卒業。元徳島文理大学音楽学部助教授。別府アルゲリッチ音楽祭総合プロデューサー。福岡県北九州市生まれ。大分県別府市在住。

## 経歴
福岡県北九州市出身。東京芸術大学音楽学部附属音楽高等学校を卒業後、東京芸術大学音楽学部器楽科に進学し卒業。
1974年（昭和49年）に第43回日本音楽コンクールピアノ部門で第3位となり、1975年（昭和50年）にミュンヘンに留学。以降、10年間の渡欧中にピアノをレオナード・ホカンソン、ヴラド・ペルルミュテール、マルタ・アルゲリッチ、パウル・バドゥラ＝スコダに師事。1977年（昭和52年）、ブゾーニ国際ピアノコンクールで第3位となり、1982年（昭和57年）にフランクフルト音楽大学を卒業した。
1992年（平成4年）、ジュゼッペ・シノーポリの指揮によるフィルハーモニア管弦楽団と共演。1994年（平成6年）、アルゲリッチとともにアルゲリッチ・チェンバーミュージック・フェスティバルを企画し、日本各地で公演した。
1995年（平成7年）、北九州市民文化賞と国際ソロプチミスト女性栄誉賞を受賞。1998年（平成10年）、別府アルゲリッチ音楽祭総合プロデューサーに就任。1999年（平成11年）、福岡県春日市のふれあい文化センター芸術文化事業コーディネーターに就任。2000年（平成12年）、クラシック音楽を通じた子供の育成を目的に「おたまじゃくし基金」を設立。基金活動のためにアルゲリッチとのピアノ・デュオを収めたCD『こどもたちに-友情のデュオ』を発売。
2001年（平成13年）、金刀比羅宮音楽顧問に就任し、同年12月に第12回新日鉄音楽賞特別賞を受賞。2002年（平成14年）、平成14年度大分合同新聞文化賞を受賞。2009年（平成24年）に北九州市より特命大使（文化）に委嘱される。2016年（平成28年）、第3回JASRAC音楽文化賞を受賞。
2018年（平成30年）、第77回西日本文化賞を受賞。2024年（令和6年）、大林財団より邦人としては初の受賞となる第13回大林賞を受賞。

## 受賞歴
- 1974年 - 第43回日本音楽コンクールピアノ部門第3位
- 1977年 - ブゾーニ国際ピアノコンクール第3位
- 1995年 - 北九州市民文化賞受賞
- 1995年 - 国際ソロプチミスト女性栄誉賞受賞
- 2001年 - 第12回新日鉄音楽賞特別賞受賞
- 2002年 - 平成14年度大分合同新聞文化賞受賞
- 2016年 - 第3回JASRAC音楽文化賞受賞
- 2018年 - 第77回西日本文化賞
- 2024年 - 第13回大林賞